# السيف العجيب
السيف العجيب أو السيف في الحجر (بالإنجليزية: The Sword in the Stone)‏ هو فيلم رسوم متحركة كوميدي فنتازي من إنتاج والت ديزني عام 1963 وتم إصداره بدور العرض في 25 ديسمبر 1963 بواسطة أستوديوهات والت ديزني موشن بيكتشرز.

## روابط خارجية
- السيف العجيب على موقع IMDb (الإنجليزية)
- السيف العجيب على موقع ميتاكريتيك (الإنجليزية)
- السيف العجيب على موقع روتن توميتوز (الإنجليزية)
- السيف العجيب على موقع نتفليكس (الإنجليزية)
- السيف العجيب على موقع ألو سيني (الفرنسية)
- السيف العجيب على موقع Turner Classic Movies (الإنجليزية)
- السيف العجيب على موقع أول موفي (الإنجليزية)
- السيف العجيب على موقع بوكس أوفيس موجو (الإنجليزية)
- السيف العجيب على موقع فيلمافينيتي (الإسبانية)
- السيف العجيب على موقع قاعدة بيانات الأفلام السويدية (السويدية)
- الموقع الرسمي